# Jaskinia Kasprowa Niżnia
Die Höhle Jaskinia Kasprowa Niżnia (dt.: Untere Kasprowa Höhle) ist eine Höhle im Tal Dolina Kasprowa am Berg Zawracik Kasprowy im Massiv der Westtatra (Tatra-Nationalpark) in Polen. Sie ist die 13-längste sowie eine der größten Höhlen in Polen und der Tatra. Man darf sie nur mit der Genehmigung der Nationalparkverwaltung betreten. Sie ist nur teilweise erforscht.
Die Höhle liegt bei Zakopane und Kościelisko, ist 3100 Meter lang und hat einen Eingang auf Höhe von 1228 m n.p.m..